# Esbjörn Hazelius
Esbjörn Hazelius, född 12 februari 1973 i Ängelholm, är en svensk folkmusiker. Han har förutom den egna solokarriären även spelat tillsammans med Sofia Karlsson, Johan Hedin och i banden Eitre och Quilty. Han är släkt med Artur Hazelius, grundare av Skansen och Nordiska museet.

## Biografi

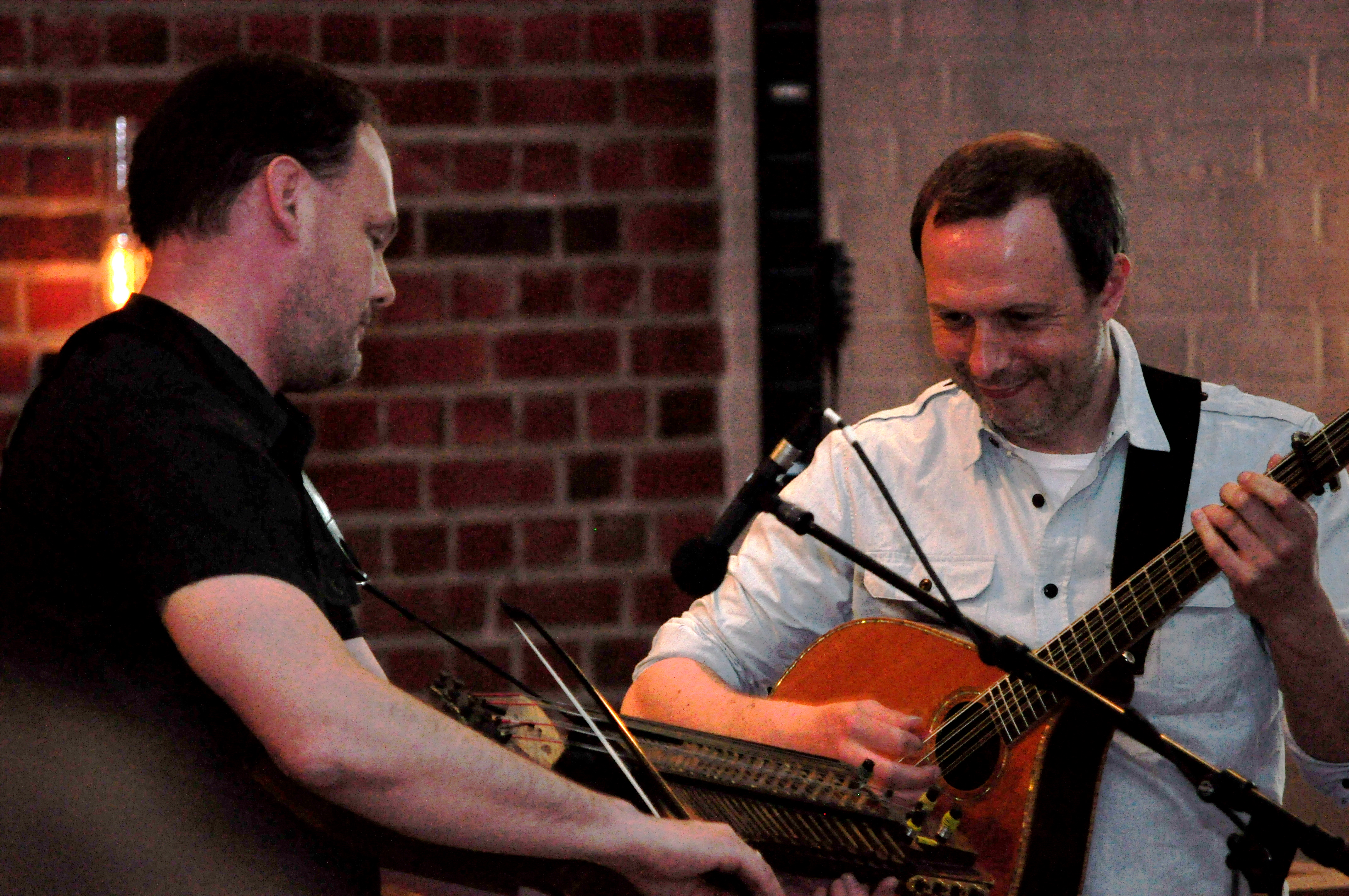
Johan Hedin och Esbjörn Hazelius vid en konsert i Östra Eds kyrka.

Hazelius växte upp i Starby, Skåne. Han började spela fiol vid sex års ålder. När han var sexton år började han fokusera på folkmusiken på allvar, först via den svenska dalatraditionen, men senare även den irländska. De irländska tonerna märks inte minst i banden Eitre och Quilty.
Hazelius medverkade som musiker på Sofia Karlssons skivor Folk Songs, Svarta ballader och Visor från vinden. Han hade på dessa album en tongivande roll i det musikaliska arbetet, vilket etablerade honom i folkmusik-Sverige på allvar.
2005 deltog Hazelius i turnépaketet Jul i folkton, tillsammans med bland andra Ale Möller, Sofia Karlsson och Louise Hoffsten. Turnén mottogs väl. Hazelius har deltagit i de årligen återkommande Jul i folkton-turnéerna sedan dess.
Hazelius solodebuterade 2009 med albumet Blunda och du ska få se, utgivet på Bonnier Amigo. Skivan innehåller, förutom eget material, även en tonsatt version av Pär Lagerkvists dikt "Nu löser solen sitt blonda hår". På skivan medverkar bland andra Johan Hedin. Merparten av skivan är inspelad i byn Risbjär på Hallandsåsen. Idén till albumet föddes parallellt med inspelning av Sofia Karlssons Visor från vinden, där Hazelius, uppmuntrad av Karlssons producent Göran Petersson, påbörjade arbetet med solodebuten. Skivan blev nominerad till en grammis i kategorin "Årets folkmusik/visa". Den blev även nominerad på Manifestgalan, samt mottog pris för "Bästa utgåva" 2009 på Folk- och världsmusikgalan 2010. Skivan fick generellt sett ett mycket gott mottagande.
Tillsammans med Johan Hedin ingår Hazelius i folkmusikduon Hazelius Hedin. Gruppen utgav sitt debutalbum Om du ville människa heta 2011. De vann pris för "Årets grupp" på Folk- och världsmusikgalan 2012. Den 24 juli 2012 medverkade Hazelius i Tomas Ledins konsert i TV-programmet Allsång på Skansen, där han tillsammans med Ledin och Johan Hedin framförde "Blå, blå känslor". 2013 producerade Hazelius Ledins album Höga kusten, på vilket han även medverkar som musiker. Skivan belönades med en Grammis 2014 i kategorin årets folkmusik/visa.

## Diskografi

### Album
Solo
- 2009 – Blunda och du ska få se

Eitre
- 2005 – The Coming of Spring

Hazelius Hedin
- 2011 – Om du ville människa heta
- 2014 – Sunnan
- 2018 – Jorland
- 2022 – Silverdalen

Quilty
- 1995 – A Drop of Pure
- 2001 – I’m Here Because I’m Here
- 2015 – Apples in Winter
- 2018 – 25
- 2022 – Out on the Ocean

### Fotnoter
1. ↑  ”Presentation av Esbjörn Hazelius”. Nordwallinstrument.com. http://www.nordwallinstrument.com/artist.html. Läst 19 november 2010.
2. ↑  ”Intervju - Esbjörn Hazelius”. Blaskan.nu. Arkiverad från originalet den 1 januari 2017. https://web.archive.org/web/20170101154201/http://blaskan.nu/Blaskan/Nummer82/Musik/musikintervju_med_esbjorn_hazelius.html. Läst 19 november 2010.
3. ↑  ”Esbjörn Hazelius”. Svensk Filmdatabas. http://www.sfi.se/sv/svensk-filmdatabas/Item/?type=PERSON&itemid=392775&ref=%2ftemplates%2fSwedishFilmSearchResult.aspx%3fid%3d1225%26epslanguage%3dsv%26searchword%3desbj%C3%B6rn+hazelius%26type%3dPerson%26match%3dBegin%26page%3d1%26prom%3dFalse. Läst 31 januari 2012.
4. ↑  ”MTA Produktion - Esbjörn Hazelius”. MTA produktion. http://www.mtaprod.se/artister/esbjorn-hazelius/. Läst 19 november 2010.
5. ↑  Bergroth, Jonas. ”Strängmästaren som blir vispoet”. Lira musikmagasin. Arkiverad från originalet den 11 juli 2009. https://web.archive.org/web/20090711082426/http://www.lira.se/article.asp?articleid=3388. Läst 19 november 2010.
6. 1 2 3 4  Sand, Ida. ”Esbjörn Hazelius”. Spelmansföbundet. Arkiverad från originalet den 8 december 2012. https://archive.is/20121208175634/http://www.spelmansforbund.se/v2/uploads/Biografi%20Esbj%C3%B6rnSV%202009.doc. Läst 20 november 2010.
7. ↑  Backman, Dan (1 december 2005). ”Louise Hoffsten, Ale Möller, Sofia Karlsson med flera” (på svenska). Svenska Dagbladet. http://www.svd.se/kulturnoje/musik/louise-hoffsten-ale-moller-sofia-karlsson-med-flera_32114.svd. Läst 18 november 2010.
8. ↑  ”Grammisnomineringarna - första omgången” (på svenska). Dagens Nyheter. 8 december 2009. Arkiverad från originalet den 14 december 2009. https://web.archive.org/web/20091214042509/http://www.dn.se/kultur-noje/musik/vilken-ar-arets-lat-1.1010111.
9. ↑  ”Sammanställning av recensioner av Blunda och du ska få se”. Kritiker.se. https://kritiker.se/skivor/esbjorn-hazelius/blunda-och-du-ska-fa-se/. Läst 19 november 2010.
10. ↑  ”Folk & Världsmusikgalan”. Folk & Världsmusikgalan. http://folkgalan.se/modal/121/. Läst 12 juni 2017.
11. ↑  ”"Blå, blå känslor"”. Youtube.com. http://www.youtube.com/watch?v=nE_Ynf3vkuw. Läst 18 januari 2013.
12. ↑  ”Höga kusten”. Discogs.com. http://www.discogs.com/Tomas-Ledin-H%C3%B6ga-Kusten/release/5081411. Läst 23 november 2013.
13. ↑  ”Vinnare Grammis 2014”. Expressen. 19 februari 2014. http://www.expressen.se/noje/vinnare-grammis-2014/. Läst 22 februari 2014.